# Eginald Schlattner

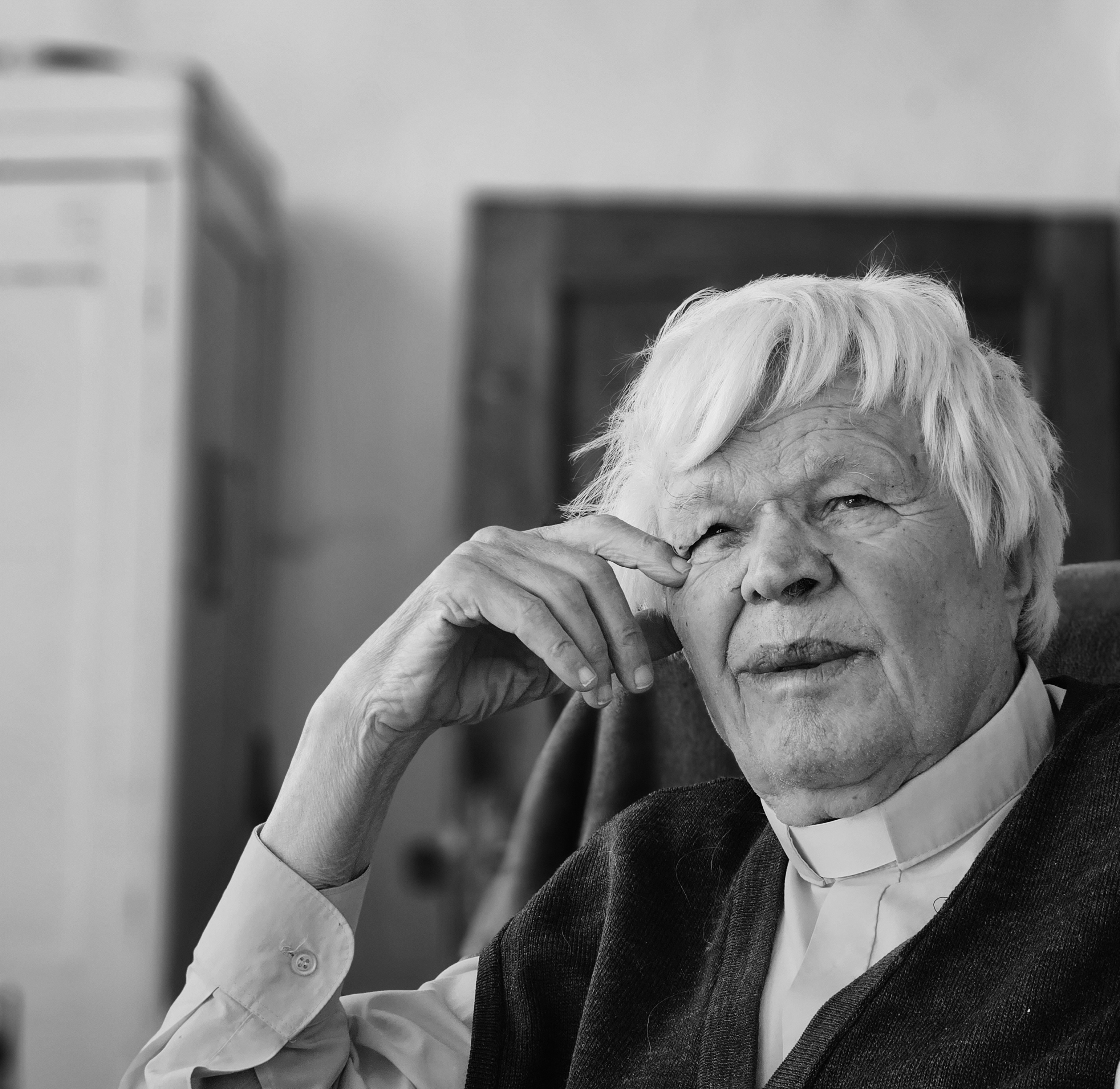
Eginald Schlattner am 6. September 2023

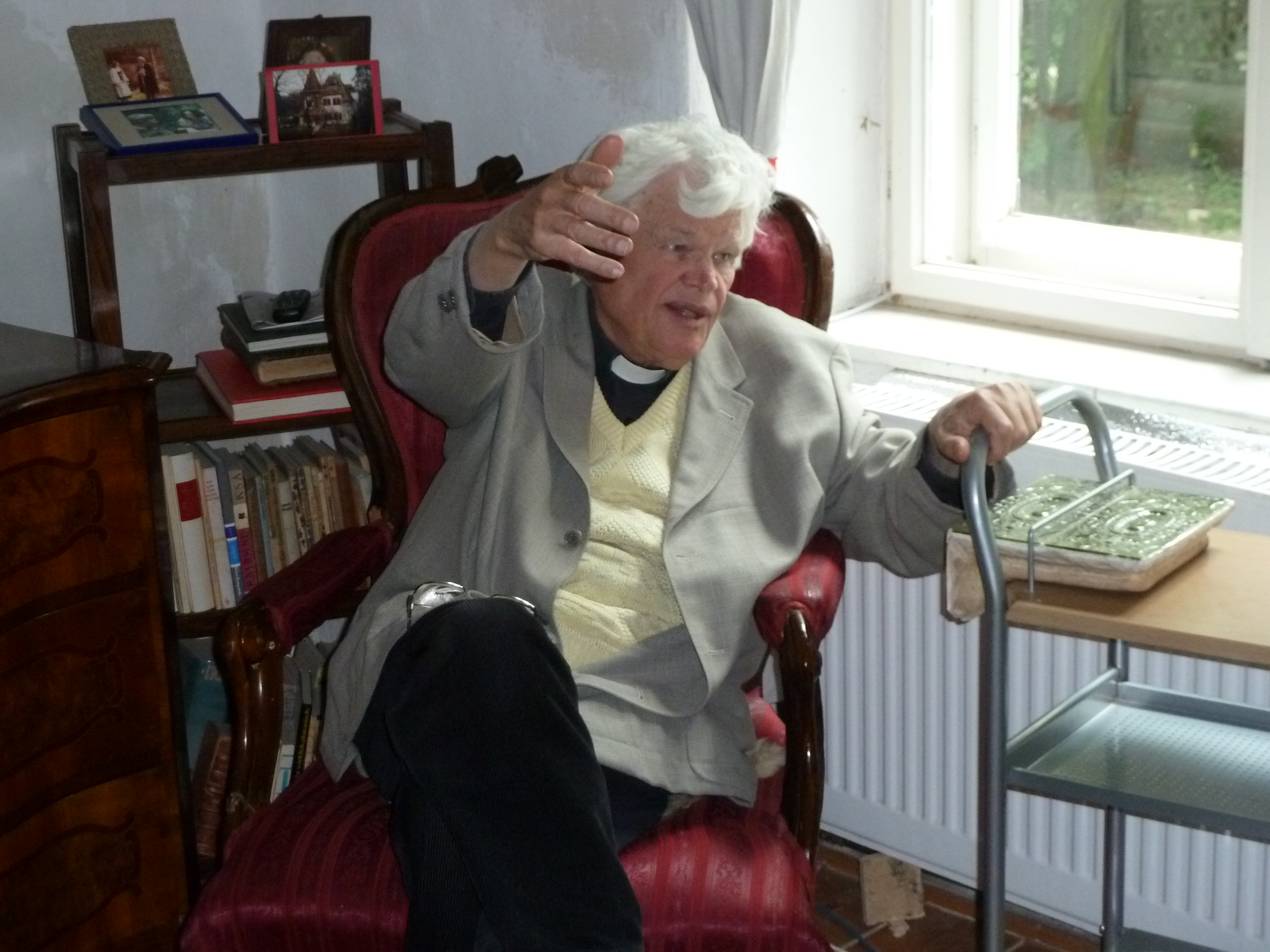
Eginald Schlattner (2015)

Eginald Norbert Schlattner (* 13. September 1933 in Arad, Königreich Rumänien) ist ein rumäniendeutscher Pfarrer und Schriftsteller.

## Leben
Schlattner wuchs in Făgăraș am Fuße der Karpaten auf. 1952 legte er sein Abitur in Brașov ab und studierte anschließend evangelische Theologie, Mathematik und Hydrologie in Cluj. Dort initiierte er einen deutschsprachigen Literaturkreis mit über 100 Mitgliedern. Er schrieb für deutschsprachige Zeitungen und Zeitschriften und hatte zwei Prosaarbeiten (Gediegenes Erz und Odem) verfasst, die 1957 im rumänischen Staatsverlag für Literatur und Kunst (Editura de Stat Pentru Literatura și Arta, ESPLA) erscheinen sollten. Aufgrund seiner Verhaftung im Dezember 1957 konnten die Texte nicht erscheinen. Schlattner war zwei Jahre in einem Gefängnis des rumänischen Geheimdienstes, der Securitate, inhaftiert. In dieser Zeit wurde er zum Zeugen der Anklage im Kronstädter Schriftstellerprozess aufgebaut. 1959 wurde Schlattner wegen „Nichtanzeige von Hochverrat“ verurteilt. Nach seiner Entlassung arbeitete er als Tagelöhner und später als Ingenieur. 1973 nahm Schlattner noch einmal das theologische Studium auf. Er war bis zu seinem Ruhestand als Pfarrer in der zur Evangelischen Kirche A.B. in Rumänien gehörenden evangelisch-lutherischen Kirchengemeinde Rothberg (in Roșia bei Hermannstadt) und als Gefängnisseelsorger für Gefangene in rumänischen Gefängnissen tätig.

## Ehrungen
In Würdigung von Schlattners Lebenswerk verlieh ihm die Babeș-Bolyai-Universität Cluj im November 2018 in der Johanniskirche von Hermannstadt die Ehrendoktorwürde „Dr. h.c.“. Am 24. Juni 2021 erhielt Schlattner vom deutschen Bundespräsidenten Frank-Walter Steinmeier das Bundesverdienstkreuz am Bande.

## Werk
Seine vier bisher erschienenen Romane behandeln in autobiographisch angelehnter Art das Leben der Rumäniendeutschen, besonders der Siebenbürger Sachsen im 20. Jahrhundert. Die Werke sind von teils skurrilen Gegebenheiten und Wandlungen der Figuren gekennzeichnet. Maßgebliche Persönlichkeit ist jeweils ein Knabe oder junger Siebenbürger Sachse bürgerlicher Herkunft, in dem der Leser Züge des Autors erkennen kann. Seine Werke wurden vom überregionalen Feuilleton hoch gelobt.
In seinen Romanen, die mittlerweile in acht Sprachen übersetzt sind, erhebt Eginald Schlattner keinen Anspruch auf historisch dokumentierte Abbildungen. Inwieweit die Kritiker der modernen Erzähltechnik einer fiktionalen Romanwirklichkeit mit autobiographischen Zügen gerecht werden, wird intensiv diskutiert. Sein erster Roman, Der geköpfte Hahn, der in die 9. Auflage geht, wurde 2006/07, sein Roman Rote Handschuhe 2009/2010 von Radu Gabrea verfilmt.
Nach dem Erscheinen des Romans Rote Handschuhe (2001), in dem Eginald Schlattner die Hauptfigur ihre Situation als Gefangene der Securitate beschreiben lässt, wurde seine Rolle im Kronstädter Schriftstellerprozess Ende der 1950er Jahre sehr kontrovers diskutiert (u. a. im Spiegel, der Siebenbürgischen Zeitung, der NZZ, der Frankfurter Allgemeinen Zeitung sowie im Hörfunk des Österreichischen Rundfunks). Schlattner war zwei Jahre in Untersuchungshaft. Aus den Folterverhören dieser Zeit gingen Protokolle hervor, die in der Verhandlung gegen die fünf Autoren Wolf von Aichelburg, Hans Bergel, Harald Siegmund, Andreas Birkner und Georg Scherg – neben zahlreichen weiteren Beweismaterialien – verwendet wurden. Der politische Prozess trug Züge eines Schauprozesses nach stalinistischem Vorbild. Er sollte zur Destabilisierung der rumäniendeutschen Gemeinschaft beitragen, indem „Opfer“ und „Täter“ inszeniert wurden. Schlattner wurde die Rolle des „Verräters aus den eigenen Reihen“ zugeschrieben, die bis heute – trotz neuer Erkenntnisse – die Bewertung von Person und Werk prägt.
2016 erschien im Böhlau-Verlag die Untersuchung Die Unentrinnbarkeit der Biographie der Literaturwissenschaftlerin Michaela Nowotnick. Die Autorin weist in ihrer Dissertation unter anderem nach, wie unbelegte sowie manipulierte Informationen in der Diktatur zu Eginald Schlattner Einzug in Standardwerke hielten und die Werkrezeption nachhaltig beeinflussten.
2023 erschien sein Buch Brunnentore, in dem er vor allem die ungarische Kultur in Rumänien in den Blick nimmt.

## Werke
Romane:
- Der geköpfte Hahn. Paul Zsolnay Verlag, Wien 1998, ISBN 3-423-12882-8.
- Rote Handschuhe. Paul Zsolnay Verlag, Wien 2000, ISBN 3-423-13045-8.
- Das Klavier im Nebel. Paul Zsolnay Verlag, Wien 2005, ISBN 3-552-05352-2.
- Wasserzeichen. Traian Pop Verlag, Ludwigsburg 2018, ISBN 978-3-86356-216-8
- Schattenspiele toter Mädchen. Traian Pop Verlag, Ludwigsburg 2021, ISBN 978-3863563608
- Drachenköpfe. Traian Pop Verlag, Ludwigsburg 2021, ISBN 978-3-86356-308-0
- Brunnentore. Traian Pop Verlag, Ludwigsburg 2023, ISBN 978-3-86356-399-8

Weitere Schriften:
- Ach Deutschland. Abschied. In: Elisabeth Schweeger, Eberhard Witt (Hrsg.): Ach Deutschland! Belville, München 2000, ISBN 3-933510-67-8, S. 109–117.
- Odem. Kritische Edition. Herausgegeben von Michaela Nowotnick. Schiller Verlag, Hermannstadt/Bonn 2012, ISBN 978-3-941271-73-9.
- Mein Nachbar, der König. Verlassene Geschichten. Hrsg. von Michaela Nowotnick. Schiller Verlag, Hermannstadt/Bonn 2012, ISBN 978-3-941271-42-5.
- A fejvesztett kakas. Koinónia Verlag, Cluj-Napoca, 2006, ISBN 978-973-7605-35-1.